# 最初的快樂
《最初的快樂》，香港歌手謝安琪第60首派台作品，亦是2015年暑假短暫重開的荔園Super Summer 2015的宣傳歌曲， 於2023年首度收錄在顧嘉煇紀念專輯《懷顧：一個顧嘉煇的時代》。

## 概要
製作班底由顧嘉煇（作曲）、林夕（填詞）、顧嘉煇徒弟徐日勤（編曲及监制）所組成。謝安琪任顧嘉煇榮休演唱會嘉賓時向顧嘉煇邀曲，是後者退出樂壇前的告别作，並於2023年首度收錄在顧嘉煇紀念專輯《懷顧：一個顧嘉煇的時代》。而徐日勤與林夕曾多次合作，這次是他們繼張敬軒的《單打獨鬥》（2009年）後再度聯手。
壹周刊認為歌曲主題是社會進步令一些樂趣消失，所以香港人近年積極追尋集體回憶。

## 音樂錄影帶
| 歌名       | 執導             | 首播頻道                | 首播日期      | 附註                        |
| ---------- | ---------------- | ----------------------- | ------------- | --------------------------- |
| 最初的快樂 | Leecat Ho 何海藍 | 邁亞音樂官方YouTube頻道 | 2015年7月30日 | 連結 （页面存档备份，存于） |

## 發布史
2015年6月26日的荔園Super Summer 2015開幕活動上，謝安琪首度公開表演此曲。單曲MV於2015年7月30日上傳至邁亞音樂的官方YouTube頻道，並沒有派住香港任何一所電台。9月16日正式確認派台至TVB，未有上榜。

### 各傳媒流行周榜之最高位置
|          | 香港 |     |     |   |
| 903      | RTHK | 997 | TVB |   |
| 最高位置 | x    | x   | x   | - |

- 粗體 表示 冠軍歌
- * 表示 尚在榜上
- x 表示 未有派台